# Galantería

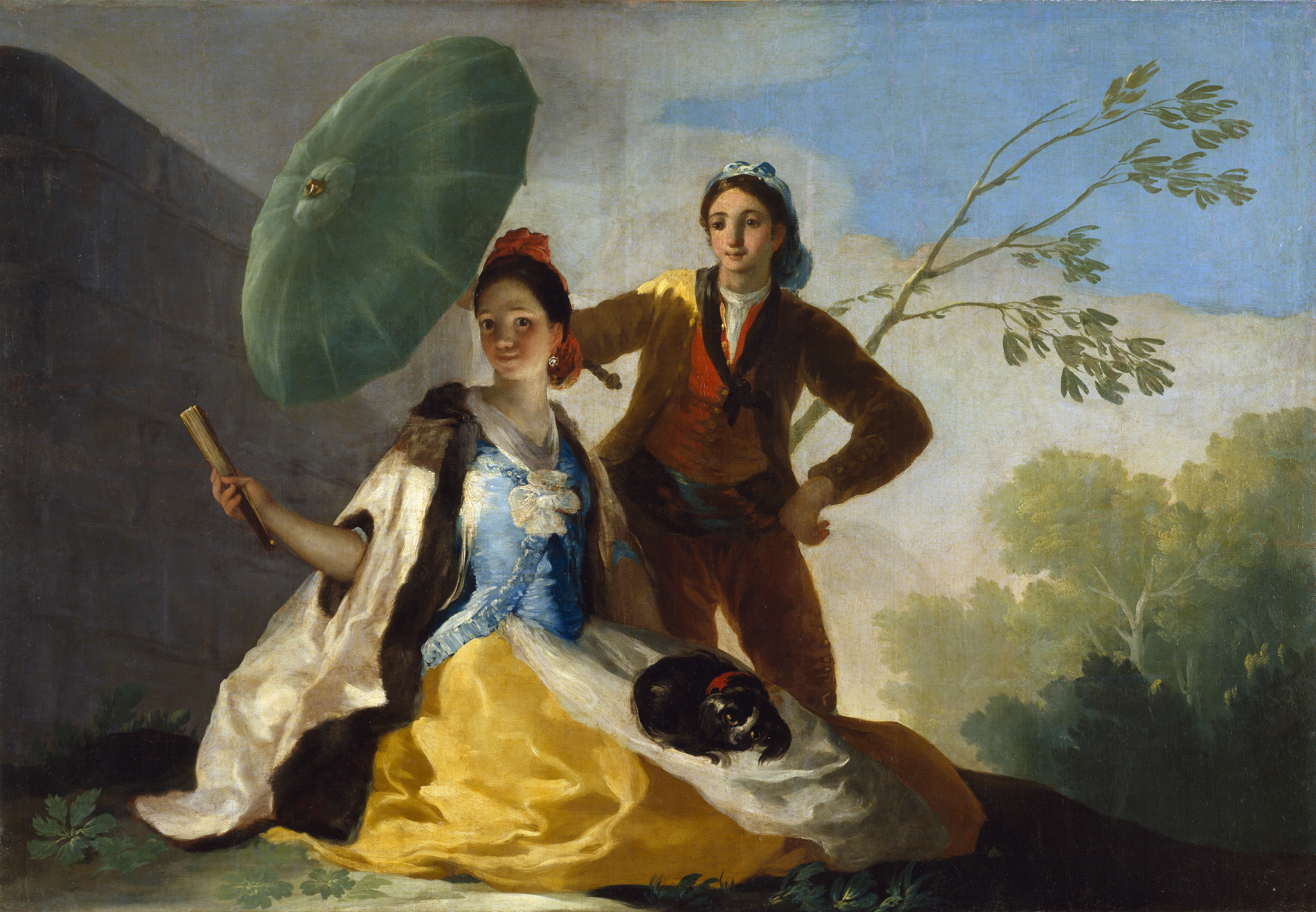
La galantería de un majo en el cuadro de Goya El quitasol (1777). Museo del Prado.

La galantería, también llamada como cabellorosidad, es un gesto amable de origen cortesano expresado, por lo general, por un hombre hacia una mujer. Puede referirse tanto a una acción como a una frase y se considera una forma elegante de seducción y el preludio del cortejo. Es sinónimo de cortesía, gentileza, delicadeza, atención, galanteo y espíritu o actitud galante.

## Historia

### Antigua Grecia
Entre los griegos pueden encontrarse precedentes de la galantería en gestos como adornar la puerta de la amada antes del alba con coronas y guirnaldas de mirto y flores, o escribir en varios puntos de la calle algunos versos que indicasen la hermosura de su dama y la pasión que sentían por ella. También hay referencias sobre la costumbre de cantar bajo sus ventanas o ante sus casas canciones amorosas al son de liras o flautas. Si bien todos ellos son gestos más cercanos al cortejo que a la galantería.
Entre los lacedemonios, el asunto del galanteo queda reflejado en  imprecaciones como: "¡Ojalá que tu mujer tenga un galán o cortejo!".[cita requerida]

### Edad Media y Renacimiento
Obras de corte filosófico de Baltasar Gracián como El Discreto dan ya noticia concreta de la galantería como fenómeno de cierta entidad social. Otras fuentes históricas atribuyen a los árabes el origen galante de la relación entre hombre y mujer.
"Estos musulmanes —relata Florian— que colocaban en los combates su gloria y su destreza en cortar sabiamente cabezas, que ataban al arzón de su silla y ponían después llenas de sangre sobre las almenas de sus ciudades y sobre las puertas de sus palacios; estos inquietos guerreros, indóciles, dispuestos siempre a conjurarse contra sus príncipes, a deponerlos y degollarlos, eran los amantes más tiernos, más sumisos y más apasionados. Sus mujeres, aunque eran casi esclavas, pasaban a ser, cuando eran amadas, soberanas absolutas y diosas supremas de aquel cuyo corazón poseían. Buscaban el honor y la gloria solo para agradarlas; despreciaban sus tesoros y su vida, se esforzaban a oscurecerse unos a otros con hazañas y con las fiestas más magníficas, solo por brillar a su vista..
En otras fuentes se le atribuyen supuestos orígenes a la caballerosidad en otros territorios y culturas. Así, por ejemplo,  Saint Pelaye en las Memorias que publicó en 1719 los sitúa en Francia; mientras otros apuntan origen germano, relatando que durante el reinado de Carlos VII de Francia se reunieron "una porción de caballeros de aquella nación, los cuales tomaron el título de Compañía o Corte amorosa y se propusieron pasar el tiempo en galanteos y buscando aventuras amorosas".

## Romanticismo literario de la galantería
La galantería caballeresca que, según Montesquieu (Esprit des lois, XXVIII, c.22), "nació cuando la fantasía creó hombres extraordinarios que al ver la virtud unida a la belleza y a la debilidad, no dudaban en arrostrar por ella los mayores peligros y quisieron complacerla en los actos ordinarios de la vida", se perpetuó con la práctica medieval de los torneos.
Más tarde prevaleció la galantería de los sentidos; así, en el siglo XIV, al iniciarse el ocaso de la Edad Media, el ideal amoroso ha cambiado; a las trovas de amor puro que Thibaut de Champagne dedicó dos siglos antes a Blanca de Castilla, suceden las de Margarita de Borgoña e Isabel de Baviera, que no suspiran sino por los placeres materiales.
En el romance de Juan de Saintré se percibe de qué modo había decaído la primitiva galantería, cuando el protagonista acaba apaleando a la que escogiera como señora de sus pensamientos, conducta que hubiera horrorizado dos siglos antes. Con los últimos Valois, la galantería es ya un arma despiadada para los fines de la seducción; así lo denuncia Brantôme, en su Recuil des dammes.
Otro recurso galante literario fueron los madrigales, a menudo insustanciales, en los que se abusaba de la mitología y escaseaba el genio, especialmente a fines del siglo XVII.

## DelsigloXVIIa la actualidad

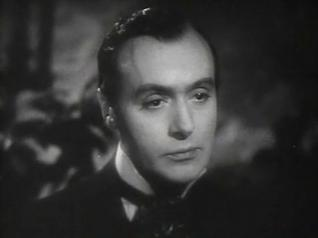
Charles Boyer, galán francés, en la película Todo este cielo y tú (1940)

Desde míticos galanes desafortunados del siglo XVII como Cyrano de Bergerac, a los ejemplos de furor galante que en ocasiones casi desembocaba en la servidumbre incondicional, como en el curioso fenómeno social español denominado chischiveo, la galantería creció primero y decayó luego progresivamente hasta llegar a resultar ridícula a finales del siglo XX.

## Actualidad

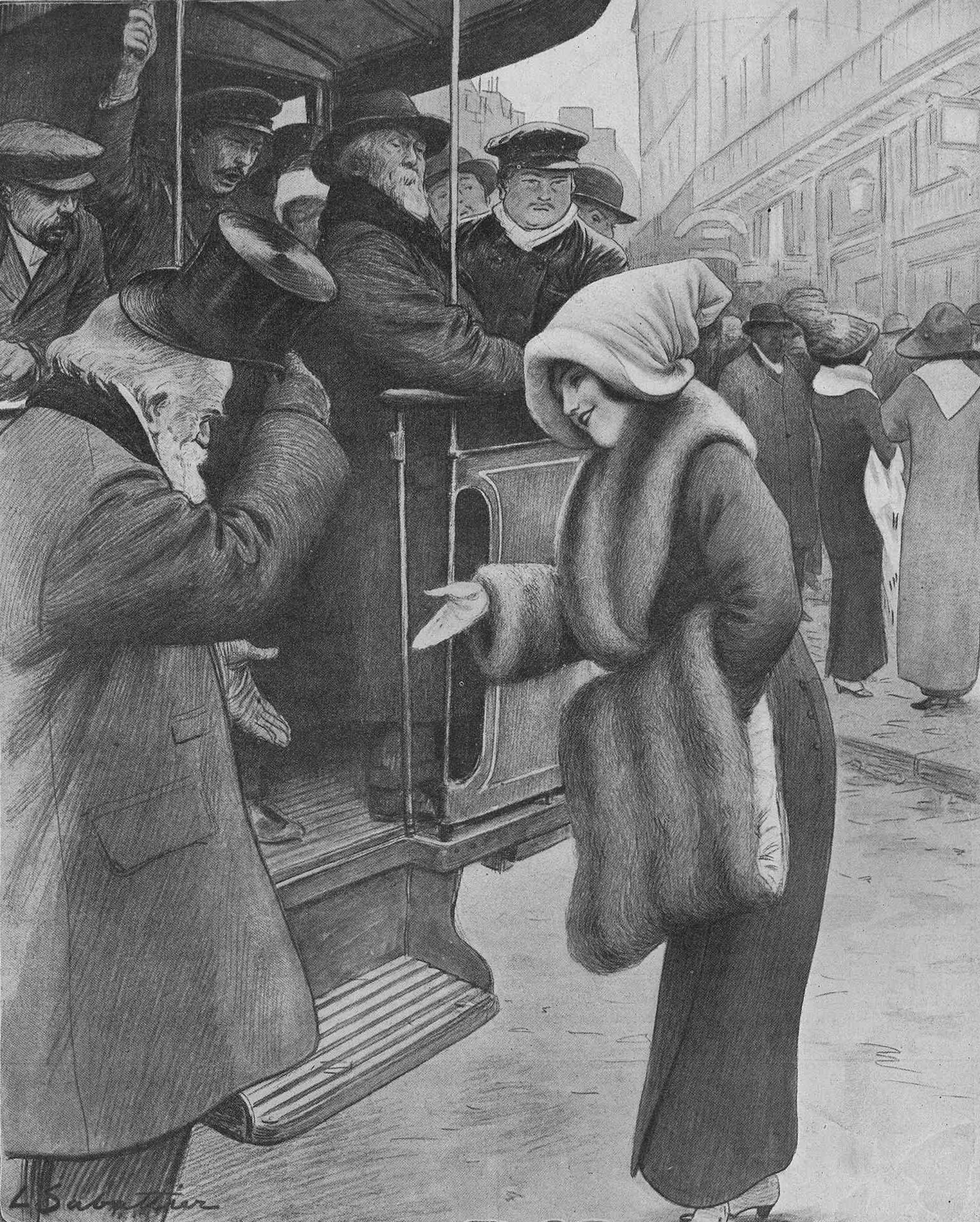
Escena callejera parisiense, un anciano se quita el sombrero y cede su turno para subir al tranvía a una dama, aunque ella también quiere cedérselo a él en atención a su edad, 1912.

Desde principios del siglo XXI la galantería casi ha desaparecido en determinados círculos (pues con frecuencia se asocia a segundas intenciones, ya que, como se ha dicho en el inicio del artículo, es considerado un preludio al cortejo y una forma de seducción), por temor al ridículo en el caso de los hombres y por las sospechas de ser un gesto de machismo sutil o sexismo "benévolo".